# Bước nhảy ngàn cân (mùa 2)
Bước nhảy ngàn cân mùa 2 là gameshow của VTV3 được thực hiện theo bản quyền của NBC Universal: Dance Your Fat Off. Đây được xem là một trong số các chương trình truyền hình thực tế đặc biệt nhất có sức ảnh hưởng và lan tỏa trên phạm vi toàn thế giới.
Trấn Thành là MC trong suốt mùa này. Bộ 3 giám khảo gồm: Giám khảo khách mời gồm: Hồ Ngọc Hà, Noo Phước Thịnh, Lý Nhã Kỳ, Phạm Hương, Lan Khuê, ca sĩ Đàm Vĩnh Hưng và biên đạo múa John Huy Trần. Các vũ công hỗ trợ gồm là những thí sinh xuất sắc từ cuộc thi Thử thách cùng bước nhảy và Bước nhảy hoàn vũ.

## Thí sinh
| Họ và tên thí sinh        | Cân nặng ban đầu | Số cân giảm được   | Bạn nhảy              | Thời điểm bị loại | Thứ hạng    |
| ------------------------- | ---------------- | ------------------ | --------------------- | ----------------- | ----------- |
| Đinh Cao Thanh Hoài       | 103 kg           | 97.6 kg (5.4 kg)   | Gia Bảo               | Bị loại ở tập 2   | Top 12      |
| Trần Thị Phương Yến       | 84 kg            | 74.9 kg (9.1 kg)   | Phi Hải               | Bị loại ở tập 3   | Top 11      |
| Lê Văn Thao               | 136 kg           | 116.2 kg (18.8 kg) | Tố Như                | Bị loại ở tập 4   | Top 10      |
| Nguyễn Thị Thùy Trang     | 95 kg            | 82 kg (13 kg)      | Mạnh Quyền            | Bị loại ở tập 6   | Top 9       |
| Nguyễn Thị Ngân An        | 99 kg            | 82.4 kg (16.6 kg)  | Nhật Anh              | Bị loại ở tập 6   | Top 9       |
| Nguyễn Thị Nga            | 88 kg            | 71 kg (17 kg)      | Duy Hải               | Bị loại ở tập 7   | Top 7       |
| Nguyễn Thị Mai Trang      | 81 kg            | 64 kg (17 kg)      | Minh Hiền/Huỳnh Huy 2 | Bị loại ở tập 8   | Top 6       |
| Nguyễn Thái Sơn           | 105.2 kg         | 77.5 kg (27.7 kg)  | Phạm Lịch             | Bi loại ở tập 9   | Top 5       |
| Phan Xuân Lộc             | 120.3 kg         | 87.3 kg (33 kg)    | Hải Anh               | Bi loại ở tập 10  | Top 4       |
| Nguyễn Lộc Vượng          | 95 kg            | 65,5 kg (29,5 kg)  | Ngọc Anh              | Chung kết         | Á quân 2    |
| Võ Ngọc Khánh             | 111 kg           | 82,8 kg (26,2 kg)  | Huỳnh Mến             | Chung kết         | Á quân 1    |
| Nguyễn Phước Phương Tố Tố | 90 kg            | 60 kg (30 kg)      | Quang Đăng/Đình Lộc 1 | Chung kết         | Nhà vô địch |

^1  Từ đêm thi 3, vũ công Đình Lộc hỗ trợ cho Tố Tố.
^2  Ở đêm thi 7, vũ công Huỳnh Huy hỗ trợ Minh Trang vì Minh Hiền vắng mặt.

## Đêm thi

### Đêm thi 1
Phát sóng 28/8/2016
Giám khảo khách mời: Hồ Ngọc Hà
| STT | Thí sinh   | Nhạc phẩm                                | ĐTB BGK | Điểm giảm cân | Tổng điểm | Kết quả   |
| --- | ---------- | ---------------------------------------- | ------- | ------------- | --------- | --------- |
| 1   | Nga Nguyễn | BANG BANG                                | 6       | 4.5           | 10.5      | An toàn   |
| 2   | Văn Thao   | Trích kịch ALADIN & ĐỦ THỨ THẦN          | 5       | 6             | 11        | An toàn   |
| 3   | Phương Yến | MỘT NHÀ                                  | 7       | 5             | 12        | Cao nhì   |
| 4   | Ngọc Khánh | MẸ YÊU                                   | 7.7     | 4.8           | 12.5      | Cao nhất  |
| 5   | Thuỳ Trang | JUICY WIGGLE                             | 5.7     | 3.5           | 9.2       | Nguy hiểm |
| 6   | Thái Sơn   | WHAT DO YOU MEAN                         | 6.3     | 3.8           | 10.1      | An toàn   |
| 7   | Tố Tố      | I LOVE IT                                | 7.7     | 3.8           | 11.5      | An toàn   |
| 8   | Ngân An    | EM KHÔNG CẦN ANH                         | 6.3     | 3.5           | 9.8       | An toàn   |
| 9   | Thanh Hoài | WE DON'T TALK ANYMORE - MÃI MÃI BÊN NHAU | 7       | 3.1           | 10.1      | An toàn   |
| 10  | Lộc Vượng  | ME TOO                                   | 7.7     | 3.1           | 10.8      | An toàn   |
| 11  | Xuân Lộc   | HALO                                     | 7.3     | 2.7           | 10        | An toàn   |
| 12  | Mai Trang  | YOU MUST BE DDJOKING                     | 7       | 1.6           | 8.6       | Thấp nhất |

### Đêm thi 2 - Sức mạnh tiềm ẩn
Phát sóng 04/9/2016
Giám khảo khách mời: Lý Nhã Kỳ
| STT | Thí sinh   | Nhạc phẩm                                                   | ĐTB BGK | Điểm giảm cân | Tổng điểm       | Kết quả   |
| --- | ---------- | ----------------------------------------------------------- | ------- | ------------- | --------------- | --------- |
| 1   | Mai Trang  | Who let the dogs out                                        | 7.7     | 4.3           | 12              | An toàn   |
| 2   | Văn Thao   | I'm gonna break                                             | 7.3     | 4             | 11.3            | An toàn   |
| 3   | Phương Yến | Run the world (Girls)                                       | 7.3     | 3.9           | 11.2 + 1 = 12.2 | An toàn   |
| 4   | Ngân An    | Ngày mai                                                    | 8.7     | 4.5           | 13.2            | Cao nhất  |
| 5   | Lộc Vượng  | Bring me to life                                            | 7.3     | 4.5           | 11.8            | An toàn   |
| 6   | Thuỳ Trang | Bống bống bang bang                                         | 8       | 3.5           | 11.5            | An toàn   |
| 7   | Thái Sơn   | Skyscraper                                                  | 7       | 4             | 11              | An toàn   |
| 8   | Tố Tố      | Wonderwoman                                                 | 7.3     | 3.8           | 11.1 + 1 = 12.1 | An toàn   |
| 9   | Xuân Lộc   | Bước đến bên em                                             | 6       | 3.2           | 9.2             | An toàn   |
| 10  | Nga Nguyễn | Pink panther theme - Hardcore                               | 5.7     | 3.1           | 8.8             | Nguy hiểm |
| 11  | Ngọc Khánh | What is love                                                | 9       | 2.9           | 11.9 + 1 = 12.9 | Cao nhì   |
| 12  | Thanh Hoài | Dead battery - Donky dong - Five hours (Don't hold me back) | 6.3     | 2.2           | 8.5             | Bị loại   |

### Đêm thi 3 - Nhạc Việt
Phát sóng 11/9/2016
Giám kháo khách mời: Lan Khuê
| STT | Thí sinh   | Nhạc phẩm            | ĐTB BGK | Điểm giảm cân | Tổng điểm | Kết quả   |
| --- | ---------- | -------------------- | ------- | ------------- | --------- | --------- |
| 1   | Thái Sơn   | Hãy mang đi xa       | 6.3     | 3.5           | 9.8       | An toàn   |
| 2   | Mai Trang  | Ngẫu nhiên           | 7       | 3.5           | 10.5      | An toàn   |
| 3   | Lộc Vượng  | Em là bà nội của anh | 8.3     | 3.1           | 11.4      | An toàn   |
| 4   | Nga Nguyễn | Thu cạn              | 9.3     | 3.4           | 12.7      | Cao nhất  |
| 5   | Văn Thao   | Sắc môi em hồng      | 6.3     | 2.9           | 9.2       | Nguy hiểm |
| 6   | Tố Tố      | Vũ điệu hoang dã     | 7.7     | 2.6           | 10.3      | An toàn   |
| 7   | Ngọc Khánh | Nỗi buồn gác trọ     | 10      | 2.4           | 12.4      | Cao nhì   |
| 8   | Phương Yến | Bad boy              | 6.7     | 2.3           | 9         | Bị loại   |
| 9   | Xuân Lộc   | Phố hàng nóng        | 9       | 2.2           | 11.2      | An toàn   |
| 10  | Ngân An    | Ru con Nam Bộ        | 8.7     | 1.9           | 10.6      | An toàn   |
| 11  | Thuỳ Trang | Chị tôi              | 10      | 1.5           | 11.5      | An toàn   |

### Đêm thi 4 - Latin
Giám kháo khách mời: Phạm Hương
| STT | Thí sinh   | Nhạc phẩm                 | ĐTB BGK | Điểm giảm cân | Tổng điểm | Kết quả   |
| --- | ---------- | ------------------------- | ------- | ------------- | --------- | --------- |
| 1   | Lộc Vượng  | Hey boy                   | 7.7     | 3.2           | 10.9      | An toàn   |
| 2   | Nga Nguyễn | Sway                      | 7.7     | 3.1           | 10.8      | An toàn   |
| 3   | Mai Trang  | Show me how you burlesque | 7.3     | 3.1           | 10.4      | An toàn   |
| 4   | Thái Sơn   | Vũ điệu France cho em     | 9.7     | 3             | 12.7      | Cao nhất  |
| 5   | Thuỳ Trang | Barbie girl               | 9.3     | 3             | 12.3      | Cao nhì   |
| 6   | Văn Thao   | Lời tỏ tình dễ thương     | 6.3     | 2.4           | 8.7       | Bị loại   |
| 7   | Ngọc Khánh | Suvamente                 | 8.3     | 2.5           | 10.8      | An toàn   |
| 8   | Tố Tố      | Lắng nghe tim em          | 9.7     | 2.2           | 11.9      | An toàn   |
| 9   | Ngân An    | Vết son môi trên cổ áo    | 9       | 1.9           | 10.9      | An toàn   |
| 10  | Xuân Lộc   | Bon bon                   | 8.3     | 1.5           | 9.8       | Nguy hiểm |

### Đêm thi 5 - Broadway
Giám kháo khách mời: Noo Phước Thịnh
| STT | Thí sinh   | Nhạc phẩm                             | ĐTB BGK | Điểm giảm cân | Tổng điểm | Kết quả   |
| --- | ---------- | ------------------------------------- | ------- | ------------- | --------- | --------- |
| 1   | Xuân Lộc   | Tát nước đầu đình                     | 8.3     | 4.8           | 13.1      | Cao nhì   |
| 2   | Ngân An    | Carmen                                | 8.3     | 4.7           | 13        | An toàn   |
| 3   | Lộc Vượng  | Cell block tango                      | 9.7     | 3.4           | 13.1      | Cao nhì   |
| 4   | Tố Tố      | Bei mer bist du schoen                | 8.3     | 3.4           | 11.7      | Nguy hiểm |
| 5   | Ngọc Khánh | Chuyện tình Thị Nở - Đưa nhau đi trốn | 10      | 3.4           | 13.4      | Cao nhất  |
| 6   | Thuỳ Trang | Thao thức vì anh                      | 8.7     | 3.3           | 12        | An toàn   |
| 7   | Thái Sơn   | Tình hờ                               | 10      | 3.1           | 13.1      | Cao nhì   |
| 8   | Mai Trang  | Nhé anh                               | 8.7     | 2.9           | 11.6      | Được cứu  |
| 9   | Nga Nguyễn | Tough lover                           | 9.7     | 2.2           | 11.9      | An toàn   |

### Đêm thi 6 - Jazz
Giám kháo khách mời: Noo Phước Thịnh
| STT | Thí sinh   | Nhạc phẩm                  | ĐTB BGK | Điểm giảm cân | Tổng điểm | Kết quả  |
| --- | ---------- | -------------------------- | ------- | ------------- | --------- | -------- |
| 1   | Xuân Lộc   | Hà Nội Trà Đá Vỉa Hè       | 9       | 4.8 (98.8kg)  | 13.8      | Cao nhất |
| 2   | Nga Nguyễn | Gạt Đi Nước Mắt            | 9.3     | 3.8 (71.7 kg) | 13.1      | Cao nhì  |
| 3   | Tố Tố      | Nếu Chỉ Còn 1 Ngày Để Sống | 10      | 2.3 (74.8 kg) | 12.3      | An toàn  |
| 4   | Lộc Vượng  | Bức Thư Tình Đầu Tiên      | 8.3     | 3.8 (76.8 kg) | 12.1      | An toàn  |
| 5   | Mai Trang  | Comanche                   | 10      | 2 (67.8 kg)   | 12        | An toàn  |
| 6   | Thái Sơn   | Nơi Ấy Con Tìm về          | 9.7     | 2 (86.4 kg)   | 11.7      | An toàn  |
| 7   | Ngọc Khánh | Hold Me Tonight            | 10      | 1 (93.4 kg)   | 11        | An toàn  |
| 8   | Ngân An    | Hai cô Tiên                | 7.7     | 1.6 (82.4 kg) | 9.3       | Bị loại  |
| 9   | Thùy Trang | Azumba                     | 7.7     | 0.8 (82 kg)   | 8.5       | Bị loại  |

### Đêm thi 7 - Social dance & Party dance
Giám kháo khách mời: Việt Hương
| STT | Thí sinh   | Nhạc phẩm                         | ĐTB BGK | Điểm giảm cân | Tổng điểm | Kết quả   |
| --- | ---------- | --------------------------------- | ------- | ------------- | --------- | --------- |
| 1   | Lộc Vượng  | Party rock antem                  | 8.7     | 3.9 (73.8 kg) | 12.6      | An toàn   |
| 2   | Tố Tố      | Ancient empire speaks blucutu     | 9.7     | 3.5 (72.2 kg) | 13.2      | Cao nhì   |
| 3   | Thái Sơn   | Young and beautiful               | 10      | 3.9 (83kg)    | 13.9      | Cao nhất  |
| 4   | Mai Trang  | Real in Rio                       | 8.7     | 3.4 (65.5 kg) | 12.1      | An toàn   |
| 5   | Xuân Lộc   | Wrecking ball                     | 9.7     | 3 (95.8 kg)   | 12.7      | An toàn   |
| 6   | Ngọc Khánh | His morning promenade - I got you | 9       | 2.9 (90.7 kg) | 11.9      | Nguy hiểm |
| 7   | Nga Nguyễn | Cheri, cheri lady                 | 8       | 1 (71 kg)     | 9         | Bị loại   |

### Đêm thi 8 - Dân gian
Giám kháo khách mời: Hari Won
| STT | Thí sinh   | Nhạc phẩm         | ĐTB BGK | Điểm giảm cân | Tổng điểm | Kết quả   |
| --- | ---------- | ----------------- | ------- | ------------- | --------- | --------- |
| 1   | Lộc Vương  | Con ma            | 10      | 4.5 (70.5kg)  | 14.5      | Cao nhất  |
| 2   | Tố Tố      | Đám cưới chuột    | 9       | 4.2 (69.2 kg) | 13.2      | An toàn   |
| 3   | Thái Sơn   | Trống cơm         | 10      | 3.6 (80 kg)   | 13.6      | Cao nhì   |
| 4   | Xuân Lộc   | Bánh trôi nước    | 10      | 2.7 (93.2 kg) | 12.7      | An toàn   |
| 5   | Mai Trang  | A thousand years  | 9       | 2.3 (64 kg)   | 11.3      | Bị loại   |
| 6   | Ngọc Khánh | Trên đỉnh Phù Vân | 9,7     | 2.1 (88.8 kg) | 11.8      | Nguy hiểm |

### Đêm thi 9
Giám kháo khách mời: Lan Khuê
| STT | Thí sinh   | Nhạc phẩm                           | ĐTB BGK | Điểm giảm cân | Tổng điểm | Kết quả   |
| --- | ---------- | ----------------------------------- | ------- | ------------- | --------- | --------- |
| 1   | Ngọc Khánh | Hello Bitches                       | 8.7     | 4.1 (85.2 kg) | 12.8      | Cao nhất  |
| 1   | Ngọc Khánh | Thuở Ấy Có Em                       | 8.7     | 4.1 (85.2 kg) | 12.8      | Cao nhất  |
| 2   | Tố Tố      | Big Girl Don't Cry                  | 8.7     | 3.9 (66.5 kg) | 12.6      | Cao nhì   |
| 2   | Tố Tố      | Elastic Heart                       | 8.7     | 3.9 (66.5 kg) | 12.6      | Cao nhì   |
| 3   | Lộc Vượng  | Don't You Worry Child               | 7.8     | 4.1 (67.6 kg) | 11.9      | Nguy Hiểm |
| 3   | Lộc Vượng  | Trái Đất Tròn Không Gì Là Không Thể | 7.8     | 4.1 (67.6 kg) | 11.9      | Nguy Hiểm |
| 4   | Xuân Lộc   | The Promise                         | 8.7     | 3.4 (90 kg)   | 12.1      | An toàn   |
| 4   | Xuân Lộc   | Splish Splash                       | 8.7     | 3.4 (90 kg)   | 12.1      | An toàn   |
| 5   | Thái Sơn   | Ngày hạnh phúc                      | 8.7     | 3.1 (77.5 kg) | 11.8      | Bị loại   |
| 5   | Thái Sơn   | La Galleguita                       | 8.7     | 3.1 (77.5 kg) | 11.8      | Bị loại   |

### Đêm thi 10
Giám kháo khách mời: Phạm Hương
| STT | Thí sinh   | Nhạc phẩm             | ĐTB BGK | Điểm giảm cân | Tổng điểm | Kết quả   |
| --- | ---------- | --------------------- | ------- | ------------- | --------- | --------- |
| 1   | Lộc Vượng  | Daydreamer            | 8       | 6.1 (63.5kg)  | 14.1      | Cao nhất  |
| 1   | Lộc Vượng  | Xuân Swing            | 8       | 6.1 (63.5kg)  | 14.1      | Cao nhất  |
| 2   | Tố Tố      | Thôi                  | 9.3     | 4.1 (63.8 kg) | 13.4      | Nguy hiểm |
| 2   | Tố Tố      | Pyat Ke Geet          | 9.3     | 4.1 (63.8 kg) | 13.4      | Nguy hiểm |
| 3   | Ngọc Khánh | Nỗi đau ngọt ngào     | 10      | 3.8 (82 kg)   | 13.8      | Cao nhì   |
| 3   | Ngọc Khánh | Big Spender           | 10      | 3.8 (82 kg)   | 13.8      | Cao nhì   |
| 4   | Xuân Lộc   | Doraemon no ata remix | 8.3     | 3 (87.3 kg)   | 11.3      | Bị loại   |
| 4   | Xuân Lộc   | Buông                 | 8.3     | 3 (87.3 kg)   | 11.3      | Bị loại   |

### Đêm thi 11 - Chung kết
Giám kháo khách mời: Hồ Ngọc Hà
Khách mời: Noo Phước Thịnh, Ốc Thanh Vân
| STT | Thí sinh   | Nhạc phẩm                      | MV           | ĐTB BGK | Điểm giảm cân | Điểm bình chọn | Tổng điểm | Kết quả     |
| --- | ---------- | ------------------------------ | ------------ | ------- | ------------- | -------------- | --------- | ----------- |
| 1   | Ngọc Khánh | Bang bang (Khi xưa ta bé)      | Chandelier   | 3       | 2.5 (82.8 kg) | 6.5            | 12        | Á quân 2    |
| 2   | Tố Tố      | Unstoppable                    | Believe      | 2       | 3.3 (60 kg)   | 8              | 13.3      | Nhà vô địch |
| 3   | Lộc Vượng  | PPAP - Pen Pineapple Apple Pen | Looking back | 1       | 3.1 (65.5 kg) | 8              | 12.1      | Á quân 1    |

#### Tiết mục khách mời
| STT | Khách mời                   | Bài hát                 |
| --- | --------------------------- | ----------------------- |
| 1   | Top 3                       | Can't Stop The Felling  |
| 2   | Đàm Vĩnh Hưng, Trấn Thành   | Chỉ Còn Mình Anh Remix  |
| 3   | Phạm Lịch, Ngọc Sơn         | Vui đi em               |
| 4   | Hồ Ngọc Hà, Noo Phước Thịnh | Mình thích thì mình yêu |
| 5   | Top 12                      | Closer                  |